# Gyanafalvi járás
A Gyanafalvi járás (németül Bezirk Jennersdorf) Ausztriában, Burgenland tartomány déli részén található.

## Fekvése
Északról a Németújvári járás (Burgenland), keletről Vas vármegye (Magyarország), délről a Pomurska régió (Szlovénia), délnyugatról Feldbachi járás (Stájerország), északnyugatról a Fölöstömi járás (Stájerország) határolja.

## Története
A trianoni békeszerződés után alakult Vas vármegye Szentgotthárdi járásának Ausztriához csatolt községeiből.

## Községek
| Város (Stadt) - Gyanafalva (Jennersdorf ) - Ercsenye (Henndorf im Burgenland) - Köröstyén (Grieselstein) - Raks (Rax) Mezőváros (Marktgemeinde) - Liba (Minihof-Liebau) - Kistótlak (Windisch-Minihof) - Tóka (Tauka) - Nagyfalva (Mogersdorf) - Lapincsolaszi (Wallendorf) - Németlak (Deutsch Minihof) - Némethidegkút (Deutsch Kaltenbrunn) - Nádkút (Rohrbrunn) - Radafalva (Rudersdorf) - Dobrafalva (Dobersdorf) - Rábakeresztúr (Heiligenkreuz im Lafnitztal) - Patafalva (Poppendorf im Burgenland) - Rábaszentmárton (Sankt Martin an der Raab) - Döbör (Doiber) - Vashegy (Eisenberg) - Farkasdifalva (Neumarkt an der Raab) - Gercse (Gritsch) - Rábaőr (Oberdrosen) - Velike (Welten) - Vasdobra (Neuhaus am Klausenbach) - Békató (Krottendorf bei Neuhaus am Klausenbach) - Bónisfalva (Bonisdorf) - Mészvölgy (Kalch) | Község (Gemeinde) - Badafalva (Weichselbaum) - Horvátfalu (Krobotek) - Máriakép (Maria Bild) - Pócsfalu (Rosendorf) - Királyfalva (Königsdorf) - Malomgödör (Mühlgraben) - Ókörtvélyes (Eltendorf) - Újkörtvélyes (Zahling) |